# سلفاتوري ديل ايزولا
كان سلفاتوري ديل إيزولا (4 يناير 1901 - 13 مارس 1989) قائدا موسيقيًا عمل كمدير موسيقى للعديد من مسرحيات رودجرز و هامرشتايتن الموسيقية في برودواي ، من بين آخرين. حصل على جائزة توني كمخرج موسيقى .
ولد ديل سولا في مقاطعة ساليرنو ، إيطاليا، وانتقل إلى نيويورك مع عائلته في عام 1907 لكنه عاد إلى ساليرنو لدراسة الكمان في المعهد الموسيقي هناك، والعزف في فرق أوركسترا الأوبرا في جميع أنحاء البلاد في سن الثانية عشرة. واصل العزف على الكمان في الولايات المتحدة في الأوبرا و الفودفيل والأفلام ووسائل الترفيه الأخرى. كما سجل أفلامًا وبرامج إذاعية أجنبية لـ ركو . بدأ مسيرته المهنية في الراديو وفي عروض الفودفيل. في العشرينيات من القرن الماضي، كان يعمل كقائد لأوركسترا ركو و عزف على الكمان في أوركسترا اوبرا مترو بلوتيان لمدة عشر سنوات.